# Erling Dinesen
Pour les articles homonymes, voir Dinesen.
Erling Dinesen, né le 25 février 1910 à Næstved (Danemark) et mort le 17 septembre 1986 à Gentofte (Danemark), est un homme politique danois, membre des Sociaux-démocrates, ancien ministre et ancien député au Parlement (le Folketing).